# 2013 aux Tuvalu
Cet article présente les faits marquants de l'année 2013 aux Tuvalu.

## Évènements
- 28 juin : L'opposition menée par Enele Sopoaga remporte une élection partielle cruciale à Nukufetau, et dispose dès lors d'une majorité de sièges au Parlement[1]. Le 3 juillet, face au refus du gouvernement de convoquer un Parlement où il n'a plus de majorité, le Gouverneur général Iakoba Italeli fait usage de ses prérogatives constitutionnelles pour convoquer le Parlement pour le 30 juillet[2].
- 30 et 31 juillet : Le Parlement se réunit pour voter une motion de censure à l'encontre du gouvernement Telavi, qui n'y dispose plus d'une majorité. Pour empêcher la tenue de ce vote, le ministre de la Santé Taom Tanukale démissionne de ses fonctions de député, laissant un siège vacant. Le président du Parlement Kamuta Latasi, favorable au Premier ministre, refuse la tenue du vote, et ajourne le Parlement jusqu'à ce qu'une élection partielle puisse être tenue pour le siège vacant. Le gouvernement Telavi, qui n'a plus de majorité claire depuis décembre 2012, conserve ainsi le pouvoir. L'opposition dénonce une crise constitutionnelle[3].
- 1er août : Le Gouverneur général, Sir Iakoba Italeli, fait usage de manière inédite de ses prérogatives constitutionnelles et démet le Premier ministre Willy Telavi, qui cherchait à conserver le pouvoir sans majorité parlementaire. Le chef de l'opposition officielle, Enele Sopoaga, est nommé Premier ministre par intérim[4]. Le 4 août, le Parlement confirme Sopoaga au poste de Premier ministre, par huit voix contre cinq. Il prête serment et nomme son gouvernement le lendemain[5].